# 미셸 공드리
미셸 공드리(프랑스어: Michel Gondry, 1963년 5월 8일 ~ )는 프랑스의 영화 감독이다. 자신만의 독특한 영상미로 영화뿐만 아니라 뮤직 비디오와 광고 제작자로서 활발히 활동하고 있다. 대표작으로는 《휴먼 네이처》, 《이터널 선샤인》, 《수면의 과학》 등이 있으며, 비요크, 롤링 스톤즈, 벡 등의 뮤직 비디오 연출을 맡은 바 있다.

## 약력
미셸 공드리는 1963년 5월 8일 베르사유에서 팝 음악계와 관련이 깊은 가정에서 태어났다. 재즈 뮤지션인 아버지와 피아니스트인 어머니, 그리고 악기를 제작하는 외할아버지로부터 음악적인 감성과 기기에 대한 감각을 자연스레 익히며 자랐던 것이다.
어린 시절 화가나 발명가가 되고 싶어했던 그는 1980년 대 파리의 미술학교에 들어가 그래픽을 공부하던 중 록밴드 우이우이(Oui Oui, 프랑스 어로 '네', '네'라는 뜻)의 드러머로서 활동하며 1992년 팀이 해체될 때까지 두 장의 앨범과 여러 싱글을 발매하였다. 그는 이 때부터 자신이 직접 팀의 뮤직비디오를 만들면서 개성 넘치는 필름 메이커로서의 경험을 다지기 시작하였다. 그의 초기 작품은 자신의 짤막한 애니메이션 비디오들과 같았고, 다른 뮤직비디오들과 달리 밴드가 전혀 등장하지 않았다.
우연히 MTV에서 공드리의 뮤직비디오를 본 비요크는 1993년 첫 솔로 활동에 앞서 그에게 자신의 곡인 Human Behaviour의 뮤직비디오를 만들어 달라고 부탁하게 된다. Human Behavior는 거의 모든 뮤직비디오 어워드를 휩쓸며 큰 반향을 일으켰고, 그들의 공동작업은 이후에도 계속 이어져 Hyperballd, Isobel, Army of Me를 포함한 총 7개의 뮤직비디오가 나오게 되었다. 공드리는 외에도 화이트 스트라이프스, 롤링 스톤즈, 케미컬 브라더스, 스테리오그램(Steriogram), 다프트 펑크, 바인스, 라디오헤드, 카일리 미노그, 레니 크래비츠, 카니예 웨스트, 벡 등 수많은 가수들의 뮤직비디오를 만들었다.
그는 또한 갭(GAP), 에어 프랑스, 나이키, 아디다스, 코카콜라, 리바이스 등 다수의 광고 작업에도 참여하였다. 특히 초기에 만든 리바이스의 Drugstore(1994) 광고는 한 개의 TV 영상물로 가장 많은 상을 탄 기록으로 기네스북에 올라와 있다.
공드리는 "bullet time" 기법의 선구자이다. 이는 여러 대의 고속 카메라들을 부채꼴로 배치하여 촬영하는 기법으로서 순간적으로 일어난 일들이 느리게 보일 수 있게 하여 마치 허공에 떠 있는 듯한 이미지를 구현해낸다. 그리하여 각각의 촬영된 이미지들을 뽑아내게 되면 애니메이션과 같은 효과를 볼 수 있게 된다. 이 기술은 그가 비요크와 작업했던 Army of Me 등에서 사용되었고, 후에 영화 《매트릭스》에서 키아누 리브스의 총알 피하는 장면으로 유명해졌다.
그의 영상작업들이 국제적 명성을 얻게 되자 공드리는 2001년 찰리 코프먼의 각본으로 연출한 《휴먼 네이처》를 통해 할리우드에 데뷔하게 된다. 《휴먼 네이처》는 그의 뮤직비디오와 광고만큼이나 기발한 아이디어와 상상력으로 엄청난 화제를 불러일으켰다. 2003년에는 "감독의 작품-미셸 공드리" DVD 컬렉션을 출시해 자신의 작품 세계를 공개하기도 하였는데, 여기에는 공드리가 만든 세 편의 단편영화 〈편지〉(1998), 〈언젠가〉(2001), 《이터널 선샤인》을 촬영하면서 짐 캐리와 함께 만든 〈피칸 파이〉(2003)도 수록되어 있다.
2004년 공드리는 코프먼, 피에르 비즈뮈트와 함께 두 번째 작품인 《이터널 선샤인》으로 아카데미 각본상을 수상하는 영예를 안았다. 서로에 대한 기억을 지우려는 두 남녀의 사랑이야기를 다룬 이 영화는 60개의 국제 영화제에 노미네이트되었으며, 토론토 비평가 협회와 워싱턴 온라인 비평가 협회, DC비평가 협회로부터 감독상을 받았다. 이터널 선샤인에서 공드리는 그가 뮤직비디오에서 실험했던 이미지들의 교묘한 처리를 통해 창의성 넘치는 영상을 만들어 내고 있다.
그는 또한 2005년 코미디언 데이브 셔펠의 Blodk Party를 통해 음악 다큐멘터리 작업에도 참여했다. 미국 케이블채널 코미디 센트럴의 <셔펠 쇼>로 알려져 있는 코미디언 데이브 셔펠이 주관한 이 공연은 2004년 9월 모스 데프, 카니예 웨스트 등의 정상급 힙합 뮤지션들과 함께 뉴욕시 브루클린의 베드퍼드에서 열렸다. 공드리의 블록 파티는 코미디와 랩 콘서트였던 이 공연의 준비과정과 콘서트 실황, 백스테이지 풍경 등을 역동적으로 담아내고 있다.
그와 함께 같은 해 9월에는 공드리 감독이 스스로 각본과 감독을 맡고, 멕시코의 배우 가엘 가르시아 베르날이 주연을 맡은 《수면의 과학》이 개봉되었다. 앞선 두 영화 작품인 《휴먼 네이쳐》와 《이터널 선샤인》에서 보여주었던 것과 마찬가지로 《수면의 과학》에서도 공드리 특유의 어린이 같은 순수하고, 사랑스러운 환상성과 유머가 가득하다. 특히 전작 《이터널 선샤인》에서 보여주었던 환상적이고 초현실적인 기법들이 두드러진다.
공드리는 2005년과 2006년 매사추세츠 기술 연구소에서 상주 예술가로 일했으며, 그가 가장 최근에 작업한 뮤직비디오는 스스로 카메오로 출연한 폴 매카트니의 Dance Tonight이다. 미셸은 2007년 잭 블랙이 출연했던 영화 《비 카인드 리와인드》(Be Kind Rewind)의 작업을 마쳤으며, 최근 도쿄를 주제로 봉준호, 레오스 카락스 감독과 합작한 옴니버스 영화인 《도쿄!》(Tôkyô!)를 통해 제 61회 칸 영화제에 참여했다. 내년인 2009년에는 또 한번 가엘 가르시아 베르날과 함께 루디 러커(Rudy Rucker)의 소설을 원작으로 한 《시간과 공간의 지배자》(The Master of Space and Time)가 개봉될 예정이다. 각본은 대니얼 클로스가 맡았다.

## 주요 작품

### 영화

#### 장편 영화
- 휴먼 네이쳐 (2001) - 팀 로빈스, 퍼트리샤 아켓 주연
- 이터널 선샤인 (2004) - 짐 캐리, 케이트 윈즐릿 주연
- 수면의 과학 (2006) - 가엘 가르시아 베르날, 샤를로트 갱스부르 주연
- 비카인드 리와인드 (2008) - 잭 블랙, 미아 패로 주연
- 그린 호넷 (2011) - 세스 로건, 주걸륜, 캐머런 디애즈 주연
- 무드 인디고 (2014) - 로망 뒤리스, 오드리토투 주연
- 공드리의 솔루션북 (2023)
- 아틀란티스 (2025)

#### 단편 영화
- L'expedition fatale (1986)
- Jazzmosphère (1987)
- My Brother's 24th Birthday (1988)
- 편지 (La lettre, 1998)
- 언젠가 (One Day..., 2001)
- 피칸 파이 (Pecan Pie, 2003)
- Ossamuch! - Kishu & Co. (2004)
- Tiny (2004)
- Three Dead People (2004)
- Drumb and Drumber (2004)
- Michel Gondry Solves a Rubik's Cube with his Nose (2007)
- 도쿄!: 아키라와 히로코 (2008년)
- Détour (2017)

#### 다큐멘터리
- Vingt p'tites tours (1989) Co-director
- Twenty Small Towers
- I've Been Twelve Forever (2003)
- 블록 파티 (2005)

### 뮤직비디오
| - "Declare Independence" - 비요크 (2007) - "Dance Tonight" - 폴 매카트니 (2007) - "Cellphone's Dead" - 벡 (2006) - "King of the Game" - Cody ChesnuTT (2006) - "Anysound" - 바인스 (2006) - "Heard 'Em Say" (U.S. Version) - 카니예 웨스트 (2005) - "The Denial Twist" - 화이트 스트라이프스 (2005) - "A Ribbon" - 데벤드라 반하트 (2005) - "Light & Day" (movie version) - 폴리포닉 스프리 (2004) - "Winning Days" - 바인스 (2004) - "Mad World" (도니 다코 soundtrack version) - 게리 줄스 (2004) - "Ride" - 바인스 (2004) - "Walkie Talkie Man" - 스테리오그램 (2004) - "I Wonder" - 윌로즈 (2004) - "The Hardest Button to Button" - 화이트 스트라이프스 (2003) - "Behind" - 래커 (2003) - "Come Into My World" - 카일리 미노그 (2002) - "Jon meets Jessica" - 네이비 스트롤 (2002) - "A l'envers à l'endroit" - 누아르 데지르 (2002) - "Dead Leaves and the Dirty Ground" - 화이트 스트라이프스 (2002) - "Fell in Love with a Girl" - 화이트 스트라이프스 (2002) - "Star Guitar" - 케미컬 브라더스 (2002) - "Knives Out" - 라디오헤드 (2001) - "Let Forever Be" - 케미컬 브라더스 (1999) - "Gimme Shelter" - 롤링 스톤즈 (1998) - "Another One Bites The Dust" - 와이클레프 장 (1998) - "Music Sounds Better With You" - 스타더스트 (1998) - "Bachelorette" - 비요크 (1997) - "Deadweight" - 벡 (1997) - "Jóga" - 비요크 (1997) - "Everlong" - 푸 파이터스 (1997) - "A Change Would Do You Good" - 셰릴 크로 (1997) - "Around the World" - 다프트 펑크 (1997) - "Feel It" - 네네 체리 (1997) - "Sugar Water" - 치보 마토 (1996) - "Hyper-Ballad" - 비요크 (1996) - "Like a Rolling Stone" - 롤링 스톤즈(The Rolling Stones) (1995) - "She Kissed Me" - 테런스 트렌트 다비 (1995) - "Isobel" - 비요크 (1995) - "Protection" - 매시브 어택 (1995) | - "High Head Blues" - 블랙 크로스 (1995) - "Army of Me" - 비요크 (1995) - "Fire On Babylon" - 시네이드 오코너 (1994) - "Lucas With the Lid Off" - 루카스 (1994) - "Little Star" - 스티나 노르덴스탐 (1994) - "This is it (Your Soul)" - 핫하우스 플라워스 (1993) - "It's Too Real (Big Scary Animal)" - 벨린다 칼라일 (1993) - "Human Behaviour" - 비요크 (1993) - "Believe" - 레니 크래비츠 (1993) - "She Kissed Me" - 테런스 트렌트 다비 (1993) - "Voila, Voila, Qu'ça r'Commence" - 라치드 타하 (1993) - "La main parisienne" - 맬컴 매클래런, featuring Amina (1993) (unreleased) - "Je Danse Le Mia" - IAM (1993) - "Snowbound" - 도널드 페이건 (1993) - "La Tour de Pise" - Jean François Coen (1993) - "Hou! Mamma Mia" - Les Négresses Vertes (1993) - "Les Jupes" - RoBERT (1992) - "Two Worlds Collide" - 인스파이럴 카피츠 (1992) - "Close But No Cigar" - 토머스 돌비 (1992) - "Paradoxal Système" - 로랑 불지 (1992) - "La Ville" - Oui Oui (1992) - "How the West Was Won" - 에너지 오처드 (1992) - "Les Voyages Immobiles" - 에티엔 다오 (1992) - "Blow Me Down" - 마크 커리 (1992) - "Comme un ange (qui pleure)" - Les Wampas (1992) - "Dad, laisse-moi conduire la Cad" - Peter & the Electro Kitsch Band (1991) - "La normalité" - Les Objects (1991) - "Sarah" - Les Objects (1991) - "Ma Maison" - Oui Oui (1990) - "Queen for a Day" - 라이프 오브 라일리 (1989) (unreleased) - "Tu rimes avec mon coeur" - Original MC (1989) - "Les Cailloux" - Oui Oui (1989) - "Il y a ceux" - l'Affaire Louis Trio (1989) - "Queen for a Day" - 라이프 오브 라일리 (1989) - "Dô, l'enfant d'eau" - 장뤼크 라아예 (1988) - "Bolide" - Oui Oui (1988) - "Un Joyeux Noël" - Oui Oui (1988) - "Junior Et Sa Voix D'Or" - Oui Oui (1988) |

### 광고
| - 아디다스 Aftershave - Released From Work - 에어 프랑스 - Le Nuage - 에어 프랑스 - Le Passage - AMD - Flatzone - BMW - Pure Drive - 코카 콜라 - Snowboarder - Nespresso - The Boutique - Diet Coke - Tingle and Bounce 1 Tingle and Bounce 2 - Électricité de France - Selects - Earthlink - Privacy - Fiat - Lancia Y10 - Fox Sports Network campaign (four ads) - 갭(GAP) - Holiday Campaign 1 Holiday Campaign 2 Holiday Campaign 3 - Gatorade - Propel Fitness Water - Drip - 하이네켄 - Debut | - HP - Eternal Dreamer - 리바이스 - Bellybutton - 리바이스 - Drugstore - 리바이스 - Mermaids - 리바이스 - Swap - Motorola - Razr2 - NatWest - Zoom - 나이키 - Basketball campaign (five ads) - 나이키 - I Can Play - 나이키 - Leo - 나이키 - The Long, Long Run - 폴라로이드 - Resignation / Living Moments - 스미노프(Smirnoff) - Smarienberg - 볼보 - I Said Volvo |

## 수상 경력
- 제77회 미국 아카데미 시상식 각본상 (2005년)
- 온라인영화비평연합상 최우수감독상 (2005년)
- 토론토영화비평연합상 최우수감독상 (2004년)
- 플랜더스국제영화제 젊은심사위원상 (2004년)
- 코크국제영화제 최고흑백영화상 (1998년)
- 클리오 어워드/ 칸 영화제 CF부문 금상 (1997년)- 스미노프(Smirnoff)의 “스마리언버그(Smarienburg)"
- 클리오 어워드 은상, 칸 영화제 CF부문 동상 - 리바이스 광고 ”머메이드 (Mermaid)"

## 참고 자료
1. ↑  view.asp?cate=3&uid=96&page=4#[깨진 링크(과거 내용 찾기)]
2. ↑  양지현 (2006년 3월 16일). “[뉴욕] 미셸 공드리 감독의 랩 콘서트 다큐멘터리 <블록 파티>”. 2008년 5월 31일에 확인함.

- https://web.archive.org/web/20160304110258/http://www.cine21.com/Article/article_view.php?mm=005001001&article_id=34814
- http://www.cine21.com/Article/article_view.php?mm=001001002&article_id=50624%5B깨진+링크(과거+내용+찾기)%5D
- 미셸 공드리: Music Video Genius, Compiled by Jonathan Wells, RES Magazine (2004/3,4)